# Ricardinho (football, mai 1976)
Pour les articles homonymes, voir Ricardinho et Rodrigues (homonymie).
Ricardinho, de son vrai nom Ricardo Luiz Pozzi Rodrigues, est un footballeur brésilien né le 23 mai 1976 à São Paulo (Brésil).

## Biographie

### Carrière de joueur
Il a été « ballon d’argent brésilien » en 1996, 2000 et 2004.

### En équipe nationale
Ricardinho compte 21 sélections avec l'équipe du Brésil pour 1 but, la première en mars 2000. La dernière en juin 2006 face au Ghana.
Il a joué quatre matches pendant la Coupe du monde 2002.
Il a été aussi appelé pour jouer la Coupe du monde 2006 en Allemagne.

### En club
- Vainqueur de la Coupe du Monde des Clubs en 2000 avec SC Corinthians
- Champion du Brésil en 1998 et 1999 avec SC Corinthians et en 2004 avec São Paulo FC
- Vainqueur de la Coupe du Brésil en 2002 avec SC Corinthians
- Vainqueur de la Coupe de Turquie en 2007 avec Besiktas JK
- Champion de l'État du Paraná en 1995, 1996 et en 1997 avec Parana Clube
- Champion de l'État de São Paulo en 1999 et 2001 avec SC Corinthians
- Vainqueur du tournoi Rio - São Paulo en 2002 avec SC Corinthians
- Vice-champion de Turquie en 2007 avec Besiktas JK.

### En équipe du Brésil
- Vainqueur de la Coupe du Monde en 2002